# Marius Oprea
Marius Oprea (né à Târgoviște en Roumanie en 1964) est un écrivain, poète et historien roumain spécialiste de l'histoire communiste et post-communiste de la Roumanie. Après avoir étudié l'histoire à l'université de Bucarest, il obtient un doctorat en philosophie pour sa thèse sur le rôle et l'évolution de la police secrète roumaine, la Securitate, entre 1948 et 1964.
Fondateur et Directeur de l'Institut pour l'Investigation des Crimes du Communisme et de la Mémoire de l'Exil Roumain (IICCMER) (ro) (connu avant 2009 sous l'acronyme de IICCR) de décembre 2005 à février 2010, Marius Oprea a occupé de nombreuses fonctions dans le cadre de recherches sur les crimes du communisme et de la Securitate. Il reviendra à l'IICCMER de 2O12 à 2019 en tant que directeur du département d'investigations spéciales et d'archéologie
Marius Oprea est, depuis 2010, le président de l'Institut pour l'investigation des crimes du communisme en Roumanie (CICCR).

## Publications

### Ouvrages
- (ro) Fapte și moravuri la securiștii anilor '50 (Faits et mœurs des "sécuristes" durant les années 1950), 1999.
- (ro) Tortura în România anilor '50 (La torture en Roumanie dans les années 1950), 2000.
- (ro) Ghidul arhivelor comunismului (Le guide des archives du communisme), 2001.
- (ro) (coauteur Stejărel Olaru) Fiul bucătăresei (Le fils de la ménagère), 2001.
- (ro) Informatorii securității (Les informateurs de la Securitate), 2001.
- (ro) O istorie a informatorilor securității (Une histoire des informateurs de la Securitate), 2001.
- (ro) Generozitatea monarhului (La générosité du monarque), 2002.
- (ro) Agenți acoperiți ai Securității în Occident. Cazul Silviu Crăciunaș (Agents dissimulés de la Securitate en Occident), 2002.
- (ro) (coauteur Stejărel Olaru) Ziua care nu se uită. 15 noiembrie 1987 (Un jour inoubliable. 15 novembre 1987), 2002.
- (ro) Banalitatea răului. O istorie a Securității în documente 1949-1989 (Banalité du mal. Histoire documentée de la "Securitate" 1949-1989), 2002.
- (ro) Mijloace de tortură ale Securității (Moyens de torture de la Securitate), 2002.
- (ro) Moștenitorii Securității (Les héritiers de la "Securitate"), 2002.

- (ro) Spionajul românesc în Occident în primul deceniu al Războiului rece (L'espionnage roumain en Occident durant la première décennie de la guerre froide), 2003.
- (ro) Chipul morții: dialog cu Vladimir Bukovski despre natura comunismului, 2006.

### Ouvrages collectifs
- (ro) Serviciul de cadre al PCR ca poliție politică (Service des personnels du PCR en tant que police politique), 2002.
- Sous la direction de Stéphane Courtois, Le jour se lève : l'héritage du totalitarisme en Europe, 1953-2005, Mayenne, Éditions du Rocher, coll. « Démocratie ou totalitarisme », 2006, 493 p. (ISBN 978-2268057019)